# Elezioni parlamentari a Malta del 1947

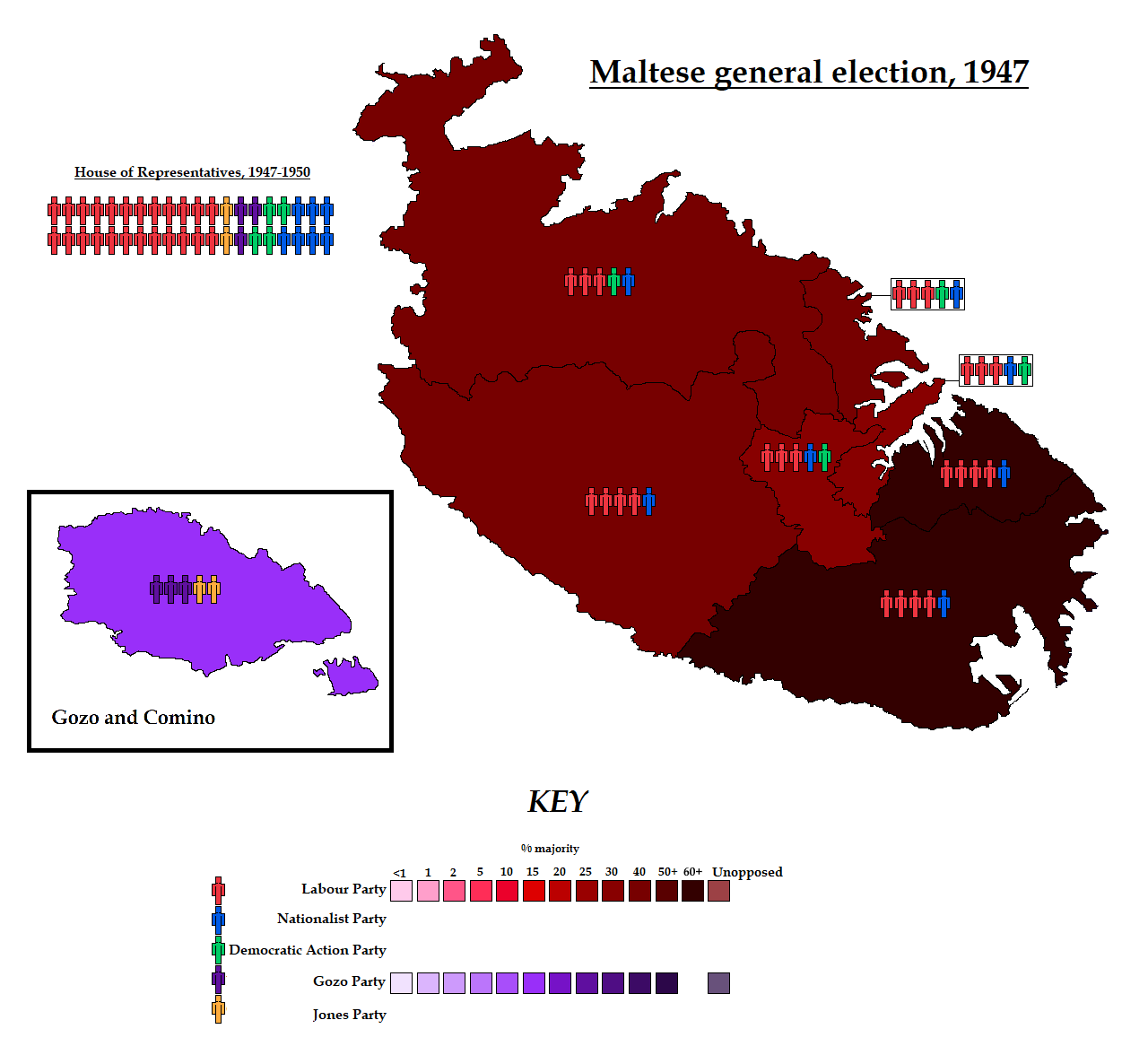
Risultati delle elezioni parlamentari di Malta del 1947

Le elezioni parlamentari a Malta del 1947 si tennero il 25 e 27 ottobre e videro la vittoria del Partito Laburista.
Si trattò delle prime elezioni a suffragio universale diretto.

## Risultati
| Liste                        | Voti    | %     | Seggi |
| ---------------------------- | ------- | ----- | ----- |
| Partito Laburista            | 63 145  | 59,86 | 24    |
| Partito Nazionalista         | 19 041  | 18,05 | 7     |
| Partito d'Azione Democratica | 14 010  | 13,28 | 4     |
| Partito Gozitano             | 5 491   | 5,21  | 3     |
| Partito Jones                | 3 664   | 3,47  | 2     |
| Indipendenti                 | 143     | 0,14  | –     |
| Totale                       | 105 494 | 100   | 40    |